# Ousson (affluent de la Loire)
Ne doit pas être confondu avec Ousson (affluent de la Dhuy).
L'Ousson est un cours d'eau français qui coule dans le département du Loiret. C'est un affluent de la Loire en rive droite.

## Géographie
L'Ousson présente une longueur de 13,5 kilomètres. Il prend sa source dans la commune de Batilly-en-Puisaye, à une altitude de 184 m, et se jette dans la Loire, dans la commune de Ousson-sur-Loire, à une altitude de 129 m. Le cours d'eau présente ainsi une pente hydraulique de 4,1 mm/m. Il s'écoule globalement du nord-est vers le sud-ouest.

### Communes traversées
L'Ousson traverse 4 communes, soit de l'amont vers l'aval : Batilly-en-Puisaye, Dammarie-en-Puisaye, Bonny-sur-Loire, Ousson-sur-Loire.

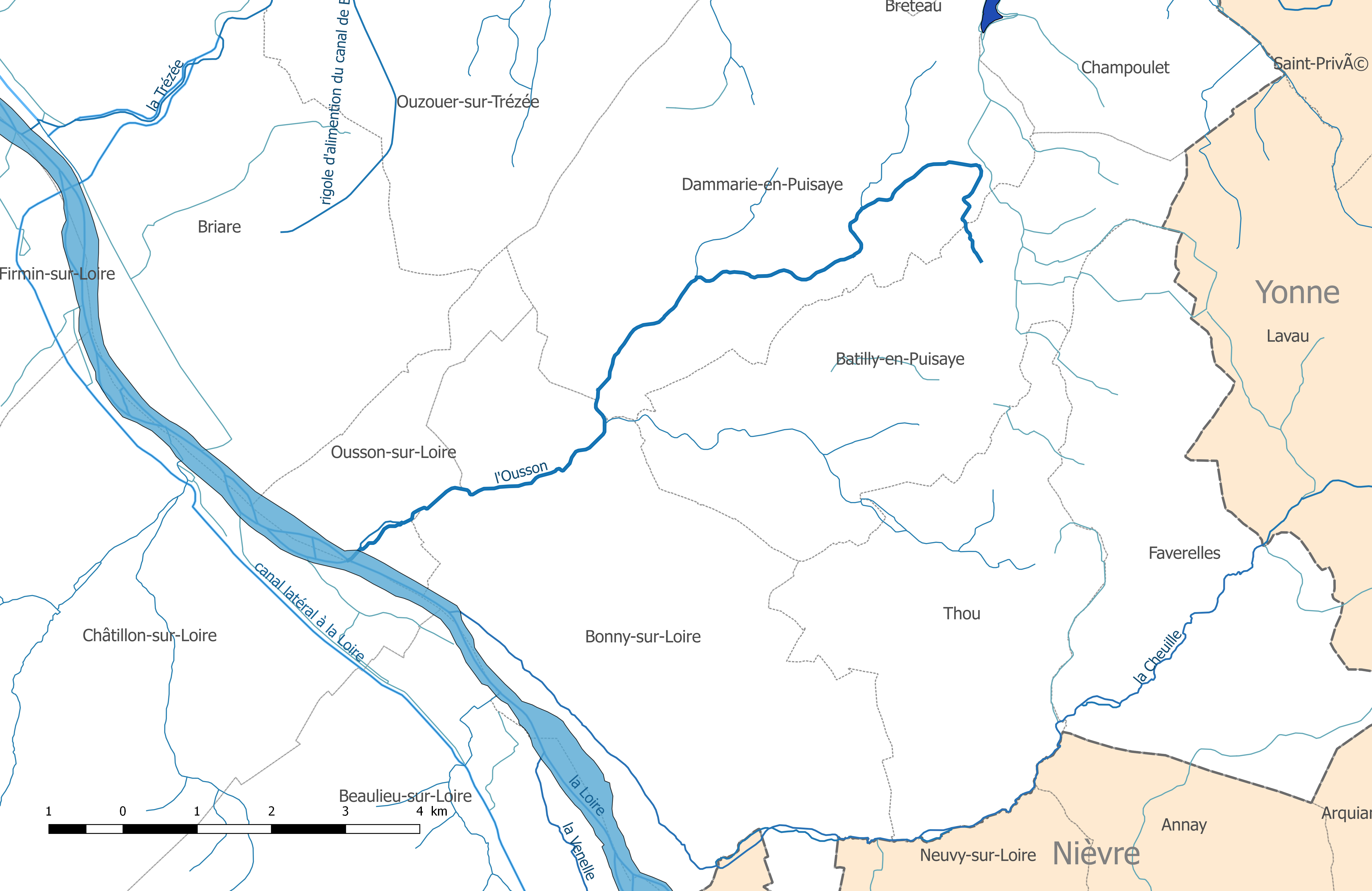
Cours d'eau l'Ousson.

### Bassin versant
Son bassin versant correspond à la zone hydrographique « la Loire de la Cheuille (nc) au canal de Briare (nc) (K415) », au sein du bassin DCE plus large « La Loire, les cours d'eau côtiers vendéens et bretons ». Ce dernier s'étend sur 35 426 km2. Il est constitué à 25.08 % de « territoires agricoles », 31,95 % de « forêts et milieux semi-naturels » et à 3,27 % de « territoires artificialisés ».

## Pêche et peuplements piscicoles
La catégorie piscicole est un classement juridique des cours d'eau en fonction des groupes de poissons dominants. Un arrêté réglementaire préfectoral permanent reprend l’ensemble des dispositions applicables en matière de pêche dans le département du Loiret en les différenciant selon les catégories piscicoles. L'Ousson est classé en deuxième catégorie, c'est-à-dire que l'espèce biologique dominante est constituée essentiellement de poissons blancs (cyprinidés) (donc rivière cyprinicole) et de carnassiers (brochet, sandre et perche).

## Gouvernance

### Échelle du bassin
En France, la gestion de l’eau, soumise à une législation nationale et à des directives européennes, se décline par bassin hydrographique, au nombre de sept en France métropolitaine, échelle cohérente écologiquement et adaptée à une gestion des ressources en eau. L'Ousson est sur le territoire du bassin Loire-Bretagne et l'organisme de gestion à l'échelle du bassin est l'agence de l'eau Loire-Bretagne.

### Échelle locale
En 2017, l'Ousson n'était géré au niveau local par aucun syndicat intercommunal.